# Halliburton
Halliburton is een bedrijf, gespecialiseerd in dienstverlening en toelevering aan de gas- en olie-industrie, opgericht in 1919. Het is wereldwijd actief in meer dan 70 landen met ruim 50.000 medewerkers.

## Onderdelen
Halliburton is een multinational met de hoofdzetel in Houston en levert technische producten en diensten voor olie- en gaswinning. Het is vooral actief bij het boren naar olie en gas. Noord-Amerika is het belangrijkste werkgebied en hier wordt meer dan de helft van de omzet gerealiseerd.

### KBR
In 1998 kocht Halliburton Dresser Industries en voegde dit bedrijf samen met het bestaande activiteiten van Brown & Root onder de nieuwe naam Kellogg Brown & Root. In 2002 werd de naam KBR. KBR is een constructiefirma voor raffinaderijen, olievelden, pijplijnen en chemische fabrieken en richt zich op drie markten:
- gas- en oliewinning
- olieraffinage
- militaire en civiele dienstverlening aan overheden. Zo traint KBR bijvoorbeeld de nieuwe Iraakse politieagenten. KBR levert alles wat nodig is voor militaire operaties, en daaropvolgend de wederopbouw van een land.

In november 2006 verkocht Halliburton zo’n 17% van de aandelen in KBR op de aandelenbeurs. David Lesar, de opvolger van Dick Cheney als CEO van Halliburton, vond de activiteiten van KBR niet aantrekkelijk. In april 2007 stootte Halliburton de laatste aandelen in KBR af.

## Fusiepoging met Baker Hughes
In november 2014 werd een fusie bekendgemaakt van Halliburton en Baker Hughes. De transactie had een aandelenwaarde van US$ 35 miljard en ook werden de schulden overgenomen van US$ 38 miljard. De nieuwe onderneming zou een omzet krijgen van ruim US$ 50 miljard en zou, na marktleider Schlumberger, de grootste dienstverlener worden aan de oliesector. De overname werd deels betaald in en is de fusie een feit dan hebben de oud-aandeelhouders van Baker Hughes ongeveer 36% van het nieuwe bedrijf in handen. Om bezwaren van toezichthouders te vermijden is Halliburton bereid om voor US$ 7,5 miljard aan bedrijfsonderdelen af te stoten. Eind maart 2015 keurden de aandeelhouders de transactie goed. Begin april 2016 maakte het Amerikaanse ministerie van Justitie bekend de overname te willen blokkeren. Door het samengaan verwacht het ministerie hogere prijzen en minder innovaties en start daarom een rechtszaak om de fusie tegen te gaan. Op 2 mei maakten partijen bekend dat de geplande fusie niet door zal gaan na bezwaren van Amerikaanse en Europese toezichthouders. Halliburton heeft aan Baker Hughes een schadevergoeding (breakup fee) betaald van 3,5 miljard dollar hetgeen voor een belangrijk deel het grote verlies in 2016 verklaart.